# غمد الابط
غِمْدُ الإِبْط أو الغِمْدُ الإِبْطي، هو غمد ليفي يلتف حول الشريان الإبطي، الوريد الإبطي و ثلاث حبال من الضفيرة العضدية؛ ليُشكِل حزمة عَصَبِيّة وِعائِيّة. ويُعتبر غمد الإبط امتداد عن اللِّفافَةُ أَمامَ الفِقْرِيَّة الخاصة باللِّفافَةُ الرَّقَبِيَّةُ العَميقَة.